# II. Menheperrészeneb

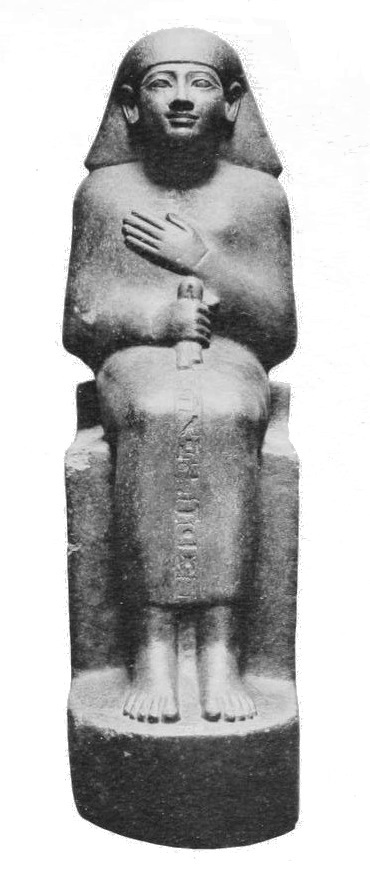
Menheperrészeneb, Ámon második prófétája (valószínűleg Menheperrészeneb pályája elején)

Menheperrészeneb (mn-ḫpr-rˁ-snb, nevének jelentése: „Menheperré egészséges”; a Menheperré III. Thotmesz uralkodói neve) ókori egyiptomi pap; Ámon főpapja volt a XVIII. dinasztia idején. III. Thotmesz és II. Amenhotep uralkodása alatt élt. Emellett viselte az „arany- és ezüstkincstár felügyelője” és „a kézművesek felügyelőinek elöljárója” címeket is.
Menheperrészeneb szülei őfelsége harci kocsisa, Hepu, valamint Taiunet királyi dajka voltak. Sokáig azonosnak hitték I. Menheperrészenebbel, aki szintén Ámon főpapja volt, de 1994-ben Peter Dorman egyiptológus bizonyította, hogy két különböző személyről van szó; idősebb Menheperrészeneb az ifjabb Menheperrészeneb apjának testvére volt, a TT86 sír tulajdonosa, és unokaöccse őt követte pozíciójában.
Sírja a thébai TT112. Emellett számos helyen említik Menheperrészenebet, Ámon főpapját, de nem mindig könnyű eldönteni, az idősebbről vagy a fiatalabbról van szó. Ez a helyzet a számos sírkúppal, amelyeket a világ több múzeuma őriz, többek közt a University College London, a New York-i Metropolitan Művészeti Múzeum, a bolognai Régészeti Múzeum), egy szakkarai vázával és egy szkarabeusszal, amelyen Ámon munkálatainak felügyelőjeként említik.
Egy ülőszobor, melynek tulajdonosa a felirat szerint Menheperrészeneb, Ámon második prófétája (British Museum, BM 708) vagy őt ábrázolja pályájának egy korábbi szakaszában, vagy más személyről van szó. A kairói Egyiptomi Múzeumban őrzött egyik szobrot, melynek tulajdonosa Menheperrészeneb Ámon-pap, Amenemhat fia (CG 42125), korábban az ő vagy nagybátyja szobrának tartották, de mostanra valószínűvé vált, hogy egy harmadik személyről van szó. Egy, a Brooklyni Múzeumban őrzött szobor (36613), melyen III. Thotmesz kártusai szerepelnek, minden bizonnyal Menheperrészeneb Ámon-főpapé, de nem lehet eldönteni, kettejük közül melyiké.

## Fordítás
- Ez a szócikk részben vagy egészben  a   Menkheperraseneb II című angol Wikipédia-szócikk ezen változatának fordításán alapul.  Az eredeti cikk szerkesztőit annak laptörténete sorolja fel. Ez a jelzés csupán a megfogalmazás eredetét és a szerzői jogokat jelzi, nem szolgál a cikkben szereplő információk forrásmegjelöléseként.